# Enicospilus quintanai
Enicospilus quintanai är en stekelart som beskrevs av Ian D. Gauld 1988. Enicospilus quintanai ingår i släktet Enicospilus och familjen brokparasitsteklar. Inga underarter finns listade i Catalogue of Life.